# بيورن درير
بيورن درير (بالألمانية: Björn Dreyer)‏ هو لاعب كرة قدم ألماني، ولد في 27 يوليو 1977 في هامبورغ في ألمانيا. لعب مع شتوتغارت كيكرز ونادي فرايبورغ.

## وصلات خارجية
- بيورن درير على موقع قاعدة بيانات كرة القدم.إي يو (الإنجليزية)
- بيورن درير على موقع بيانات كرة القدم. دي إي (الألمانية)
- بيورن درير على موقع عالم كرة القدم.نت (الإنجليزية)